# Antonín Buček (ekolog)
Antonín Buček (17. září 1942 Brno – 5. března 2018) byl český krajinný ekolog. Spolu s Janem Lacinou jeden z doyenů oboru geobiocenologie v České republice.

## Život
Vystudoval lesnickou a dřevařskou fakultu VŠZ v Brně, kde jej zásadně ovlivnil profesor Alois Zlatník. V letech 1969-1972 pracoval ve Vojenských lesích a statcích, pak přešel do Geografického ústavu tehdejší ČSAV.
Od roku 1991 až do svého úmrtí působil na Ústavu lesnické botaniky, dendrologie a geobiocenologie lesnické a dřevařské fakulty Mendelovy univerzity.
Byl jedním ze zakladatelů a dlouholetým předsedou ZO ČSOP Veronica.

## Dílo

### Odborná činnost
Společně se svým celoživotním kolegou a přítelem Janem Lacinou koncipovali metodu biogeografické diferenciace krajiny v geobiocenologickém pojetí, na jejímž základě v roce 1984 sestavili koncept tvorby územních systémů ekologické stability krajiny.

### Pedagog

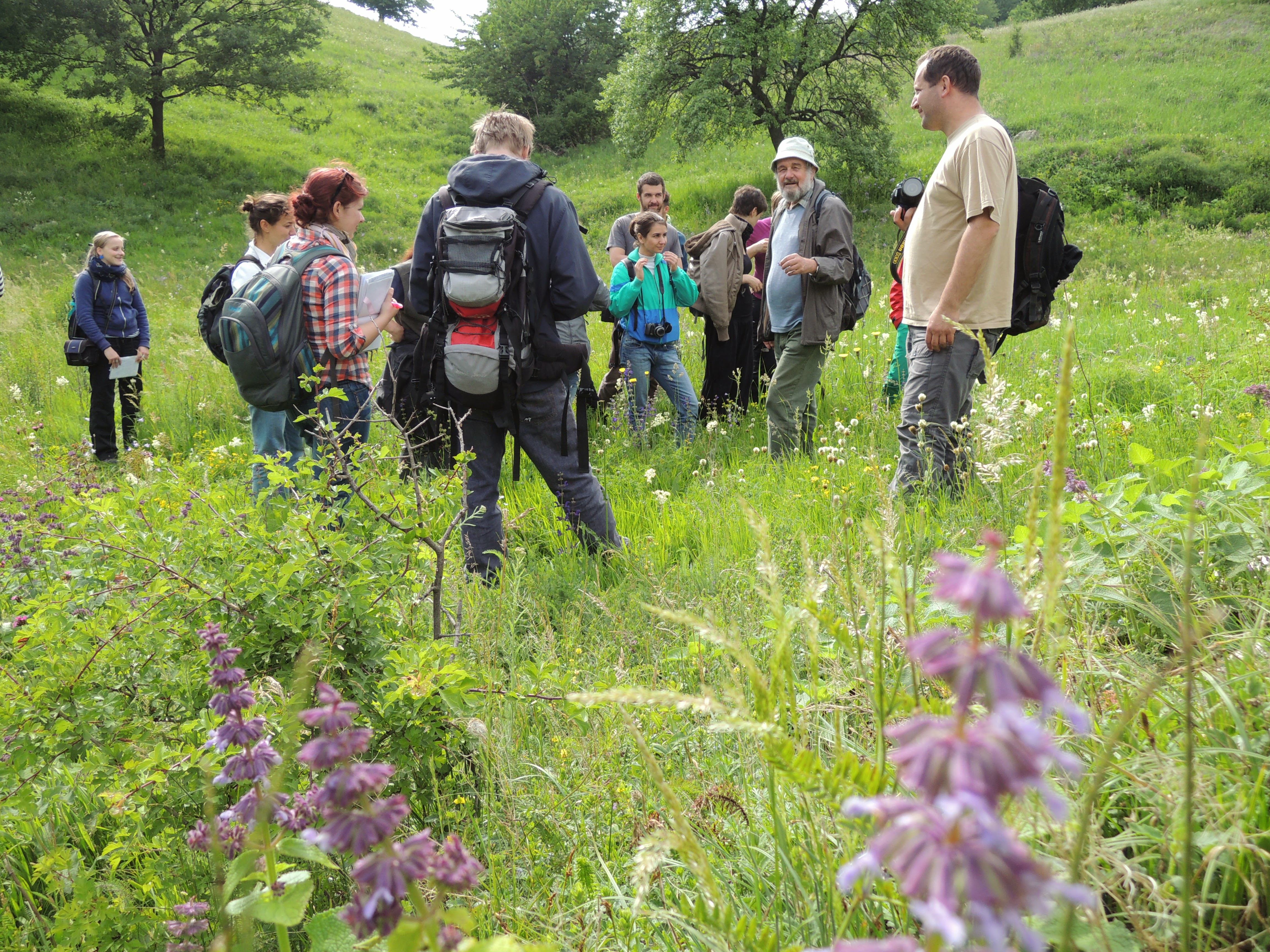
Antonín Buček se studenty na exkurzi v rumunském Banátu (2013).

Domovským pracovištěm Antonína Bučka byl Ústav lesnické botaniky, dendrologie a geobiocenologie lesnické a dřevařské fakulty Mendelovy univerzity. Externě přednášel na Katedře environmentálních studií FSS MU. V roce 2002 se habilitoval v oboru ekologie lesa.
Byl organizátorem každoročních seminářů a konferencí s tematikou krajinné ekologie.

### Ochránce přírody
Antonín Buček v roce 1981 inicioval "Akci Dno" - přesazování ohrožených druhů rostlin (bledulí letních, ladoněk vídeňských, leknínů bělostných a dalších) ze dna rozestavěné třetí novomlýnské nádrže pod Pálavou. Šlo o jednu z největších akcí na záchranu genofondu v Česku. Akci zachycuje film Chvála bláznovství Ivana Stříteského.

## Ocenění
Byl laureátem Ceny Josefa Vavrouška z roku 2008 „za propracování teoretických základů územní ochrany přírody, zejména Územních systémů ekologické stability krajiny a jejich prosazování v praxi." 